# Prionotoma castroi
Prionotoma castroi är en skalbaggsart som först beskrevs av Ferreira och Veiga-ferreira 1952.  Prionotoma castroi ingår i släktet Prionotoma och familjen långhorningar.
Artens utbredningsområde är Zimbabwe. Inga underarter finns listade i Catalogue of Life.